# 法科洛
12°36′33″N 5°34′3″W / 12.60917°N 5.56750°W
法科洛（法語：Fakolo），是馬里的城鎮，位於該國西南部，由錫卡索區的庫蒂亞拉省負責管轄，處於庫佳拉西北面35公里，面積201平方公里，2009年人口13,130，人口密度每平方公里65人。